# UTC-4
UTC−4 je jedna od vremenskih zona. Koristi se na sljedećim područjima:

## Kao standardno vrijeme (cijelu godinu)

### ECT - Istočnokaripska vremenska zona
- Angvila (UK)
- Antigva i Barbuda
- Barbados
- Britanski Djevičanski Otoci (UK)
- Dominika
- Grenada
- Montserrat (UK)
- Sveti Kristofor i Nevis
- Sveta Lucija
- Sveti Vincent i Grenadini
- Trinidad i Tobago

### Atlantsko standardno vrijeme
- Portoriko (SAD)
- Američki Djevičanski Otoci (SAD)

### Ostali dijelovi Kariba
- Aruba (Nizozemska)
- Dominikanska Republika
- Gvadalupa (Francuska)
- Martinik (Francuska)
- Nizozemski Antili (Nizozemska)

### Južna Amerika
- Bolivija
- Gvajana
- Brazil - Acre, Amazonas, Rondônia, Roraima

### Sjeverna Amerika
- Kanada
  - Quebec (istočno od 63° zapadne geografske dužine)

## Kao standardno vrijeme (sjeverna hemisfera - zimi)

### Atlantsko standardno vrijeme
- Bermudi (UK)
- Kanada
  - Novi Brunswick, Nova Škotska, Otok Princa Edwarda
  - Newfoundland i Labrador (veći dio Labradora)
- Grenland (Danska) (Kalaallit Nunaat) (sjeverozapadni dio; koristi američka pravila o ljetnom računanju vremena)

## Kao standardno vrijeme (južna hemisfera - zimi)

### Južna Amerika
- Argentina
  - San Luis
- Brazil
  - Mato Grosso, Mato Grosso do Sul
- Čile (kopneni dio)
- Falklandski Otoci
- Paragvaj

## Kao ljetno vrijeme (sjeverna hemisfera - ljeti)

### Karibi
- Bahami
- Kuba
- Otoci Turks i Caicos (UK)

### Istočno ljetno vrijeme
- Kanada
  - Nunavut (istočni dio)
  - Ontario (najveći dio)
  - Quebec (najveći dio)

- SAD
  - Connecticut, Delaware, District of Columbia, Georgia, Maine, Maryland, Massachusetts, New Hampshire, New Jersey, New York, North Carolina, Ohio, Pennsylvania, Rhode Island, South Carolina, Vermont, Virginia, West Virginia
  - Florida, Indiana, Michigan (najveći dijelovi)
  - Kentucky, Tennessee (istočni dijelovi)